# 宽叶旌节花
宽叶旌节花（学名：Stachyurus chinensis var. latus）为旌节花科旌节花属下的一个变种。